# Кэмпбелл, Джон Росс
Джон Росс «Джонни» Кэмпбелл (англ. John Ross «Johnny» Campbell; 15 октября 1894, Пейсли, Шотландия — 18 сентября 1969) — британский коммунист.

## Биография
Член Британской социалистической партии с 1912 года, затем Компартии Великобритании (входил в её ЦК).
Участник Первой мировой войны, был ранен и награждён Воинской медалью за храбрость в бою.
Являлся членом Исполкома Коминтерна. В 1920-е годы вместе с Вилли Галлахером являлись совместными секретарями Британского бюро Красного интернационала профсоюзов.
Оказался в центре скандала, ускорившего падение правительства меньшинства первого британского премьер-лейбориста Рамсея Макдональда и парламентские выборы 1924 года: Кэмпбелл опубликовал призыв к солдатам, заканчивавшийся словами: «Не стреляйте в своих товарищей-рабочих! Не стреляйте за прибыли! Обратите своё оружие против угнетателей!» и был обвинён в подстрекательстве к мятежу, но под давлением рабочего движения Макдональд отменил решение о преследовании. В 1925 он стал одним из 12 коммунистов, осуждённых в Олд-Бейли, однако его шестимесячное заключение было прервано благодаря всеобщей забастовке 1926 года.
Будучи краткое время редактором органа Компартии «Daily Worker», в дискуссии о характере Второй мировой войны в 1939 году вместе с Эмилем Бёрнсом, Вилли Галлахером и Тэдом Брэмли поддержал Гарри Поллита, характеризуя её как антифашистскую. В свете сталинской политики после пакта Молотова — Риббентропа Коминтерн осудил эту формулировку, и позиция Кэмпбелла потерпела поражение на пленуме ЦК КПВ 2—3 октября.
В 1949—1959 годах редактор «Daily Worker». Поддерживал советское вторжение в Венгрию в 1956 году, но осудил ввод войск в Чехословакию в 1968 году.